# Жанлавын Наранцацралт
Жанлавын Наранцацралт (10 июня 1957 — 12 ноября 2007) — монгольский политик. Премьер-министр Монголии с 9 декабря 1998 года по 22 июля 1999 года.

## Биография

### Ранние годы и образование
Нарансатсалт родился 10 июня 1957 года в Улан-Баторе.
В 1976 году он поступил в Белорусский государственный университет, затем перешёл в Московский институт землеустройства, окончив его в 1981 году. Затем он продолжил учёбу в аспирантуре Монгольского государственного университета, там же получил степень доктора географических наук в 1990 году. Позже он посетил исследовательский институт в Индии и проходил курсы по городскому и экономическому развитию в Японии и Южной Корее.
По возвращении из Москвы работал в Институте землеустройства Министерства сельского хозяйства, в НИИ земельной политики, в Управлении градостроительства Улан-Батора. В 1981—1986 годах был инженером, старшим инженером института землеустройства и проектирования, в 1988—1990 годах работал научным сотрудником, заведующим сектором в НИИ земельной политики.

### Политическая карьера
В 1991—1994 годах Наранцацралт работал начальником отдела Управления градоустройства, в 1994—1996 годах — старший специалист мэрии, в 1996 году был начальником Службы внешних отношений Улан-Батора. В ноябре 1996 года Наранцацралт был назначен исполняющим обязанности мэра Улан-Батора, а в марте 1997 года стал полноправным мэром столицы. Успешная работа в этой должности способствовала его назначению на пост премьер-министра Монголии в декабре 1998 года. Он был вынужден уйти в отставку через восемь месяцев после того, как оппозиция бойкотировала парламент за приватизацию государственного банка.

### Дальнейшая карьера
С 1999 по 2000 год Наранцацралт работал преподавателем и приглашённым профессором в Национальном университете Монголии, на факультете географии и управления почвой. По итогам выборов 2000 года он получил место в Великом государственном хурале (парламенте). С 2006 года до своей смерти он был членом постоянного комитета парламента. С 2004 года он также работал председателем постоянного комитета парламента по инфраструктуре, а также министром строительства и городского развития.
В январе 2006 года он поссорился со своими коллегами из Демократической партии и проголосовал вместе с Монгольской народной партией против коалиционного правительства своей собственной партии. Затем Наранцацралт стал министром строительства и городского развития в правительстве МНП. Он и несколько других бывших демократов, которые попали в правительство МНП, включая бывшего премьер-министра М. Энхсайхана, впоследствии были исключены из Демократической партии и сформировали Новую национальную партию. В марте 2007 года Наранцацралт был назначен председателем новой партии.

### Смерть
Наранцацралт скончался 12 ноября 2007 года в ДТП, возвращаясь в Улан-Батор из аймака Дундговь после участия в молодёжном форуме. У него остались жена и двое детей.